# Maltodextrina
Maltodextrina é o resultado da hidrólise do amido de milho ou da fécula, normalmente se apresentando comercialmente na forma de pó branco, composto por uma mistura de vários oligômeros da glicose, compostos por cinco a dez unidades.
Pode ser definida como um polímero da glicose. Estas moléculas poliméricas são metabolizadas de forma rápida no organismo humano, contribuindo, em indivíduos saudáveis, para um aumento exponencial de insulina (pico de insulina) na corrente sanguínea.
Sendo que os carboidratos são as principais fontes de energia do nosso organismo (e as de recrutamento mais rápido), glicogênio muscular hepático, correspondendo à maior parte das calorias ingeridas pelo ser humano, numa dieta saudável, o carboidrato deve estar presente em torno de 60%, para que as proteínas não tenham que desviar-se de suas funções específicas, como construção dos tecidos musculares, para obtenção de energia, daí advém o crescente consumo e indicação da maltodextrina para praticantes de atividades físicas de resistência como a musculação e a corrida, fornecendo energia durante estas atividades físicas, intensas e de longa duração, retardando a fadiga, através da gradual liberação de glicose para o sangue.
Esse carboidrato assim sendo fica responsável pelo aumento do nível energético muscular, dando mais força, evitando o catabolismo muscular (perda de músculos) e também ajuda a evitar a fadiga.
Uma colher de sopa (aproximadamente 10 gramas) de maltodextrina corresponde a 40 Kcal.

## Apresentação comercial
Apresentam-se no mercado de suplementos alimentares frequentemente aditivados de flavorizantes de diversos sabores, como laranja, limão, tangerina, uva, guaraná, açaí e acidulados com ácido cítrico. Dentre as bebidas desse tipo estão o Gatorade.
Uma solução de maltodextrina pode substituir parcial ou totalmente a gordura em uma variedade de formulações. As maltodextrinas também podem ser usadas para substituir gorduras em cereais extrudados de alta fibra e lanches. Atualmente são usados comercialmente para substituição de gordura em molhos de salada, molhos, margarina e sobremesas congeladas. Como substitutos de gordura, as maltodextrinas fornecem apenas quatro calorias por grama, enquanto as gorduras fornecem nove calorias por grama. 

## Sugestão de uso
É recomendado seu consumo acompanhado de um suplemento protéico, como a whey protein (proteína do soro do leite), a proteína isolada do leite, ou com a ingestão direta de aminoácidos como a valina, leucina, e isoleucina, encontradas em suplementos alimentares chamados comercialmente de aminoácidos ramificados (BCAA).